# Hoher Knochen

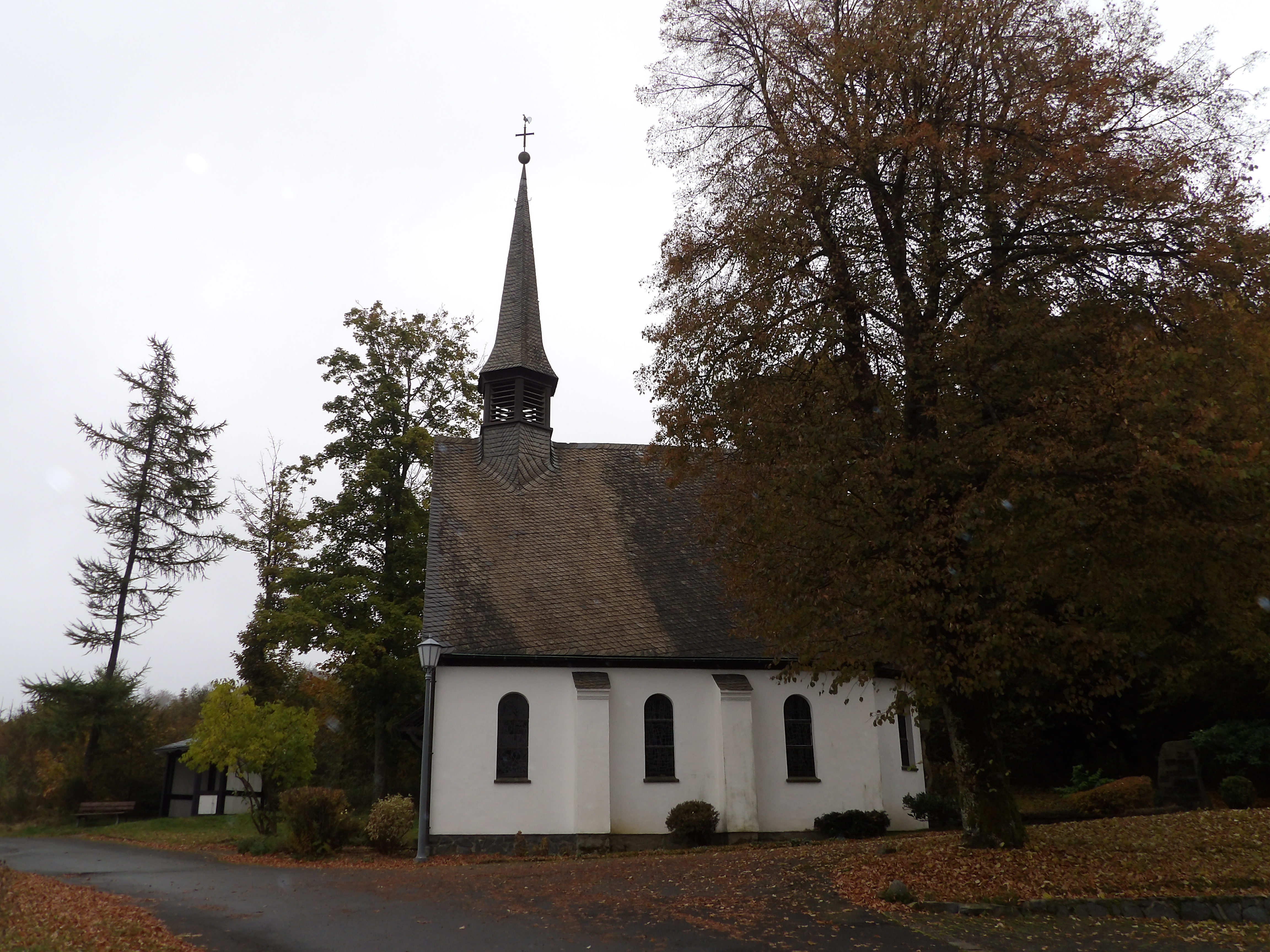
St. Elisabeth Kapelle in Hoher Knochen

Hoher Knochen im nordrhein-westfälischen Hochsauerlandkreis ist sowohl ein Ortsteil in der Stadt Schmallenberg als auch ein dortiger, zweikuppiger Ausläufer des im Rothaargebirge gelegenen Kahlen Astens.

## Geographie

### Lage
Der Ortsteil Hoher Knochen liegt im Naturpark Sauerland-Rothaargebirge rund 2,5 km östlich des Schmallenberger Ortsteils Westfeld. Er befindet sich auf dem Sattel zwischen dem Vordersten Hohen Knochen (764,7 m) im Nordosten und dem Hömberg (695,4 m) im Südwesten sowie zwischen den Tälern der Lenne im Südosten und des Lenne-Zuflusses Schwarzes Siepen im Nordosten, auf 637 bis 650 m ü. NN; das Schwarze Siepen wird vom bei Hoher Knochen entspringenden Zufluss Rehsiepen gespeist.

### Nachbarortschaften
Benachbarte Ortschaften sind die Schmallenberger Ortsteile Westfeld im Westen und Ohlenbach im Nordwesten sowie die Winterberger Ortsteile Lenneplätze im Nordosten, Neuastenberg im Osten, Langewiese im Südosten und Hoheleye im Süden.

## Ortsbild und Sehenswürdigkeiten
In Hoher Knochen steht neben einem Hotel (mit Schwimmbad), Gasthof und Wohnhaus seit 1945 auch eine kleine Kapelle. Am Ortsrand befinden sich ein Spiel- und Tennisplatz und zudem ein Wassertretbecken. Die Ortschaft ist beliebtes Ausflugsziel für Wanderer. Neben einigen in der Umgebung stehenden Jagdhäusern gibt es einen Waldlehrpfad.

## Erhebungen
Der Bergrücken Hoher Knochen besteht aus dem Hintersten Hohen Knochen, einem Südwestriedel des Kahlen Astens (841,9 m) im Naturraum Astenberg, und dem sich südwestwärts anschließenden, eigenständigen Bergrücken des Vordersten Hohen Knochen (765,1 m; 1,39 km Dominanz) im Naturraum Lennekessel, die durch einen Sattel auf 667,3 m mit zwei dortigen Jagdhäusern voneinander getrennt sind und zwischen der Lenne und dem Schwarzen Siepen liegen. Der Weiler Hoher Knochen liegt am Südwesthang des Vordersten, südwestlich schließt sich als Abschluss des Rückens der Hömberg (695,4 m) an, der wiederum durch einen Sattel auf 635,3 m südlich der Ortschaft abgetrennt ist.